# تله‌نور دانمارک
تله‌نور دانمارک (انگلیسی: Telenor Denmark) شرکت مخابرات دانمارکی است، که در سال ۱۹۹۱ تأسیس شد.